# Atletismo nos Jogos Pan-Americanos de 1967 - 400 m com barreiras masculino
A prova dos 400 m com barreiras masculino nos Jogos Pan-Americanos de 1967 foi realizada em Winnipeg, Canadá.

## Medalhistas
| Ouro                           | Prata                          | Bronze                    |
| Ron Whitney USA Estados Unidos | Russ Rogers USA Estados Unidos | Robert McLaren CAN Canadá |

## Resultados
| Posição           | Nome              | Nacionalidade      | Tempo | Notas |
| ----------------- | ----------------- | ------------------ | ----- | ----- |
| Medalha de ouro   | Ron Whitney       | USA Estados Unidos | 50.75 |       |
| Medalha de prata  | Russ Rogers       | USA Estados Unidos | 51.31 |       |
| Medalha de bronze | Robert McLaren    | CAN Canadá         | 51.44 |       |
| 4                 | Miguel Olivera    | CUB Cuba           | 51.73 |       |
| 5                 | Juan Dyrzka       | ARG Argentina      | 52.00 |       |
| 6                 | Santiago Gordón   | CHI Chile          | 52.86 |       |
| 7                 | Alejandro Sánchez | MEX México         | 53.35 |       |
| 8                 | Salvador Medina   | MEX México         | 53.59 |       |